# Ilonda Lūse
Ilonda Lūse (ur. 11 lipca 1972 w Rydze) – łotewska panczenistka.
W zawodach Pucharu Świata zaczęła startować w sezonie 1992/1993. Debiut miał miejsce 16 stycznia 1993 w Davos, a Lūse zajęła 32. miejsce na 1500 m.
W 1994 po raz pierwszy wystąpiła na igrzyskach olimpijskich. Uplasowała się na 25. pozycji, ostatniej spośród sklasyfikowanych zawodniczek, z czasem 4:47,75 s. Była jedyną łotewską panczenistką na tych igrzyskach. W tym samym roku wzięła też udział w mistrzostwach Europy w wieloboju, na których była 22. W 1995 zajęła 25. miejsce na mistrzostwach świata i 20. na mistrzostwach Europy. W 1996 uplasowała się na 26. pozycji na mistrzostwach świata i 24. na mistrzostwach Europy. W 1997 była 30. na mistrzostwach świata i 24. na mistrzostwach Europy. W 1998 ponownie wystąpiła na igrzyskach olimpijskich. Na 1000 m zajęła 39. miejsce, ostatnie spośród sklasyfikowanych, z czasem 1:24,32 s. Na 1500 m była 32. z czasem 2:08,71 s. Na 3000 m uplasowała się na 28. pozycji z czasem 4:33,77 s. Podobnie jak cztery lata wcześniej była jedyną łotewską panczenistką na tych igrzyskach. Wzięła także udział w sprinterskich mistrzostwach świata i zajęła 32. miejsce. W 1999 była 21. na mistrzostwach Europy. W 2000 na tej samej imprezie uplasowała się na 18. pozycji. W 2002 po raz trzeci i ostatni wystąpiła na igrzyskach olimpijskich. Na 1500 m zajęła 35. miejsce z czasem 2:04,25 s, a na dwukrotnie dłuższym dystansie była 30. z czasem 4:23,13 s. Była jedyną łotewską panczenistką na tych igrzyskach. Uplasowała się też na 22. pozycji na mistrzostwach Europy.
Jej trenerami byli Lāsma Kauniste, Nikolajs Gudins, Uldis Kurzemnieks, Margo Freizere i Andrē Benuā. Ukończyła Ryski Uniwersytet Techniczny, studiowała też na Latvijas Sporta pedagoģijas akadēmija.

## Rekordy życiowe
Na podstawie
- 500 m – 40,98 s ( Calgary, 15 marca 2001), rekord Łotwy
- 1000 m – 1:19,77 s ( Calgary, 18 marca 2001), rekord Łotwy
- 1500 m – 2:02,63 s ( Calgary, 16 marca 2001), rekord Łotwy
- 3000 m – 4:17,96 s ( Calgary, 4 listopada 2000), rekord Łotwy
- 5000 m – 7:26,24 s ( Calgary, 16 marca 2001), rekord Łotwy
- mały wielobój[a] – 169,691 pkt ( Calgary, 15-18 marca 2001), rekord Łotwy
- wielobój sprinterski – 167,770 pkt ( Calgary, 22-23 listopada 1997), rekord Łotwy